# Трофимов, Виктор Евгеньевич
Виктор Евгеньевич Трофимов — сотрудник Министерства внутренних дел России, лейтенант милиции, погиб при исполнении служебных обязанностей, кавалер ордена Мужества.

## Биография
Виктор Евгеньевич Трофимов родился 21 января 1979 года в городе Абдулино Оренбургской области. Окончил восемь классов Абдулинской средней школы № 6, затем перевёлся в Абдулинскую гимназию № 1. Завершив учёбу в 1997 году, он поступил в Московский филиал Тверской специальной средней школы милиции МВД России. По завершении обучения в 1999 году Трофимов был принят на службу в Абдулинское городское и районное отделение внутренних дел на должность оперуполномоченного. Неоднократно проявлял себя при задержании преступников, раскрытии преступлений. Активно занимался спортом, выступал на областных спортивных соревнованиях.
4 сентября 2000 года лейтенант милиции Виктор Евгеньевич Трофимов получил информацию о том, что разыскиваемый преступник скрывается во дворе Абдулинской средней школы № 87. Оперуполномоченный не ожидал вооружённого отпора с его стороны, однако подозреваемый нанёс ему несколько ножевых ранений, два из которых задели сердце и лёгкое. Трофимов, несмотря на раны, попытался его преследовать, однако ему не хватило сил. Дойдя до близлежащего дома, он представился и потерял сознание. Жильцы вызвали скорую помощь, которая доставила милиционера в больницу. Несмотря на усилия врачей, спустя три дня, 7 сентября 2000 года, лейтенант милиции Трофимов скончался в Абдулинской центральной районной больнице.
Указом Президента Российской Федерации лейтенант милиции Виктор Евгеньевич Трофимов посмертно был удостоен ордена Мужества.

## Память
- В честь Трофимова названа улица в городе Абдулино Оренбургской области[2].
- Имя Трофимова увековечено на Мемориале Славы в честь сотрудников органов внутренних дел Оренбургской области, погибших при исполнении служебных обязанностей[1].
- Мемориальная доска в память о Трофимове установлена на здании Абдулинской гимназии № 1[1].